# 第131回IOC総会
第131回IOC総会は、2017年9月13日から9月16日までペルーのリマにあるリマコンベンションセンターで開催された国際オリンピック委員会総会である。この総会では、2024年夏季オリンピック及び2028年夏季オリンピックの開催地を決める投票などが行われた。